# Manowar
Pour les articles homonymes, voir Man O'war.
Manowar est un groupe américain  de heavy metal, originaire d'Auburn, dans l'État de New York. Formé en 1980, le groupe est reconnu pour ses paroles inspirées de la fantasy (particulièrement de l'heroic fantasy) et de la mythologie (notamment la mythologie nordique et la mythologie gréco-romaine), ainsi que pour ses nombreuses chansons célébrant le heavy metal et sa sous-culture. Le groupe est également reconnu pour son son puissant et emphatique.

## Histoire

### Origines et premiers albums (1980–1988)
Joey DeMaio travaille en tant que technicien des basses et à la pyrotechnie du groupe Black Sabbath lorsque Ronnie James Dio (qui vient d'accepter de remplacer Ozzy Osbourne) lui présente le guitariste du groupe français Shakin' Street qui fait la première partie : Ross the Boss. Ils se rendent compte rapidement qu'ils ont le même rêve commun : fonder le groupe de heavy metal le plus puissant du monde. Une fois Black Sabbath sur scène, ils jouent ensemble dans les coulisses du New Castle City Hall et constatent rapidement que leurs styles sont complémentaires. Ils décident alors de tenter l'aventure et de monter un groupe ensemble. En 1980, Joey DeMaio et Ross the Boss rencontrent Karl Kennedy. Ils le convainquent de les rejoindre en tant que batteur afin de former Manowar. Karl Kennedy reste un an dans le groupe, le temps de jouer lors de quelques petits concerts et d'enregistrer une démo. Un peu plus tard Eric Adams est engagé au chant et Donny Hamzik à la batterie pour créer Manowar. Karl Kennedy abandonne le groupe et sans doute le monde de la musique en 1981.
Manowar peut alors enregistrer son premier album, Battle Hymns, qui contient le titre Dark Avenger, une composition calme et épique sur laquelle Orson Welles prête sa voix à la narration (Orson Welles fait de même pour le titre Defender qui est conservé et retravaillé pour l'album Fighting the World, en 1987). En 1983, Joey DeMaio et Ross The Boss signent avec leur sang le contrat avec leur maison de disques afin de démontrer leur sincère engagement dans l'univers de la musique et leur refus de la panacée facile, des excès capitalistes de l'industrie du disque[réf. nécessaire]. Le deuxième album, Into Glory Ride, est le premier album avec le batteur Scott Columbus. Le troisième album, nommé Hail to England, est enregistré et mixé en seulement six jours. L'année suivante, durant la tournée du quatrième album Sign of the Hammer, Manowar est inscrit dans le Livre Guinness des records en tant que groupe le plus bruyant au monde,.

### Nouveaux albums et divers (1989–2010)

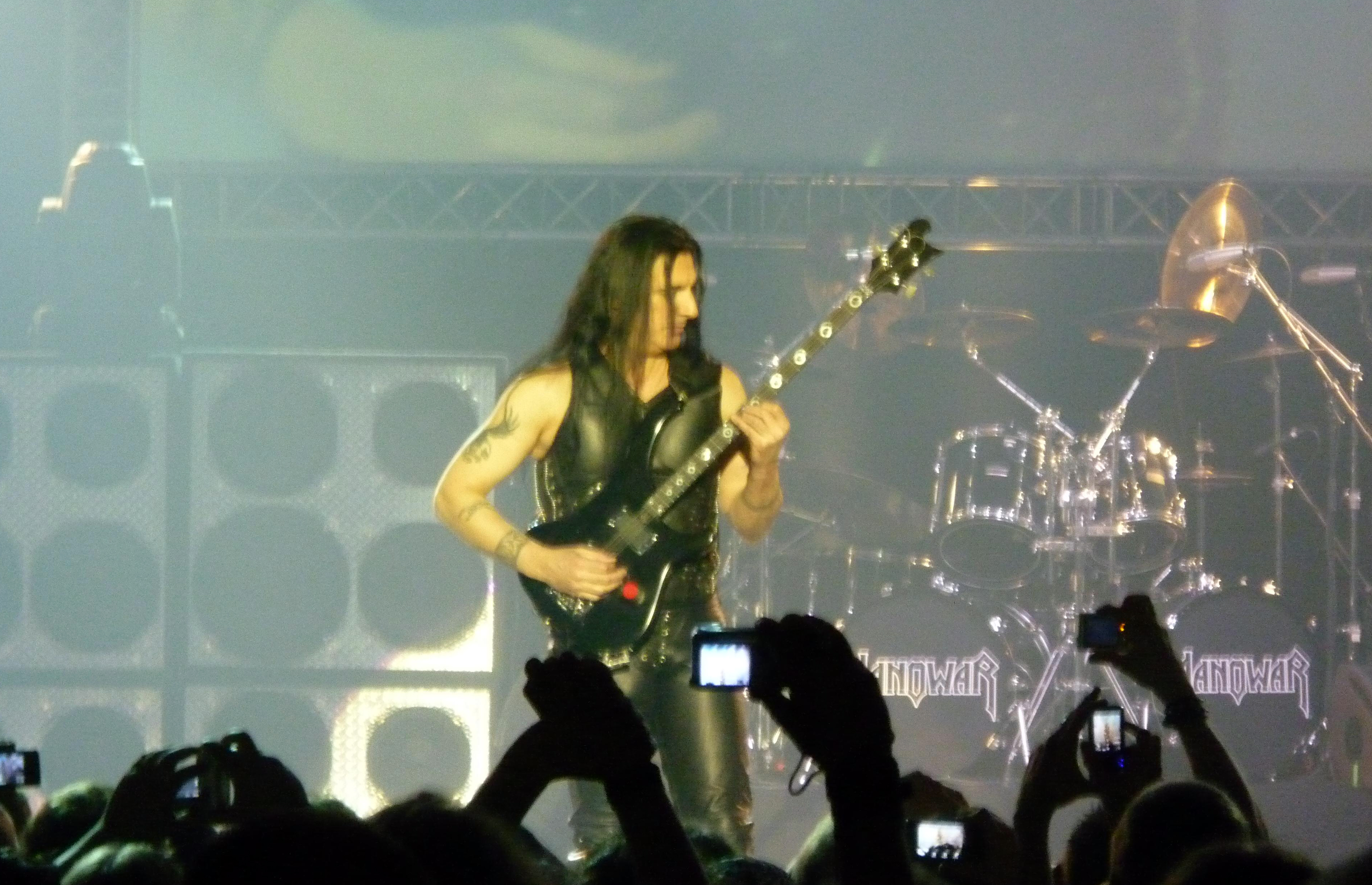
Joey DeMaio, sur scène à Berlin, en 2010.

Les albums suivants sont Fighting the World (le premier album de metal à être entièrement enregistré et mixé en numérique), Kings of Metal et The Triumph of Steel dont les tournées qui lui sont consacrées en 1992 permettent au groupe de battre son précédent record : Manowar atteint alors un niveau de pression acoustique oscillant entre 129 et 130 décibels sur scène, soit l'équivalent du Concorde au décollage. Arrivent ensuite les albums Louder than Hell, Hell on Wheels (live), Hell on Stage (live), et Warriors of the World (le premier album de métal mixé en DSD et édité sous le format Super Audio CD, le second étant Machine Head de Deep Purple, qui est une réédition remasterisée). Pendant ce temps-là, DeMaio travaille sur la création de son propre label Magic Circle Music qui voit le jour en 2003, pour produire des groupes de metal symphonique (ex. : Rhapsody of Fire).
En juillet 2005, la première Manowar Fan Convention est organisée en Allemagne, à Geiselwind, durant le festival Earthshaker Fest. Plusieurs centaines de fans de tous pays font le déplacement pour ce rassemblement unique. L'accès au bâtiment hébergeant la convention est strictement réservé aux fans munis d'un pass. Au programme, en fonction d'un tirage au sort, rencontre des membres du groupe ainsi que diverses activités en rapport direct avec le groupe et sa musique (ateliers guitare, batterie présentés par les membres et/ou leurs techniciens), ou, plus éloignées, mais toujours dans l'esprit, avec une initiation au combat Viking, ainsi qu'un spectacle illustrant les chansons du groupe mis en scène par les Jomsvikings. Malgré des efforts supposés des organisateurs et un tarif assez important, cette convention laisse un goût un peu amer dans la bouche de nombreux fans qui regrettent principalement de ne pas pouvoir approcher les membres du groupe en dehors des séances de rencontre organisées afin de pouvoir leur parler librement, mais aussi le fait que les appareils photo numériques de plus de trois mégapixels sont strictement proscrits dans l'enceinte de la convention[réf. nécessaire]. Mais surtout, le problème le plus décevant vient de l'organisation qui laisse plusieurs dizaines de fans attendre des heures durant, au niveau des grilles du festival, plutôt que de pouvoir aller assister à la balance du groupe, ce qui fait pourtant partie des prestations tant attendues[réf. nécessaire].
Manowar est la tête d'affiche du festival (les autres groupes sont Nightwish, Dimmu Borgir, Rhapsody of Fire, Children of Bodom). Le spectacle qui le conclut est grandiose, le son impeccable, tous les membres présents et passés de Manowar sont sur scène. Le titre Battle Hymns est interprété à l'unisson par tous les anciens membres (donc avec trois batteries simultanément sur scène). Seule ombre au tableau, Christopher Lee, qui aurait dû faire sur scène les narrations de Orson Welles et celles des nouveaux titres, est contraint d'annuler sa prestation : il présente ses excuses et regrets à l'assistance par un message vidéo.
Le groupe sort son dernier album studio en date le 7 mars 2007 : Gods of War. À cette occasion, un EP du titre The Sons of Odin sort, suivi quelques mois plus tard, le 6 juillet 2007, par un double album live intitulé Gods of War Live. Le groupe ayant l'intention de démarrer une saga épique constituée de plusieurs albums, The Asgard Saga, coécrite avec l'auteur allemand, l'EP Thunder In The Sky sort en 2009. En l'attente de finaliser le premier volet de cette saga, le groupe annonce, le 29 octobre 2010, sur son site internet officiel, que leur tout premier album, Battle Hymns, est retravaillé et ré-enregistré, fort des technologies de son modernes et du nouveau style du groupe, avec Sir Christopher Lee à la narration en remplacement de feu Orson Welles. Joey DeMaio déclare avoir choisi cet acteur car il s'est rapidement lié d'amitié avec lui en l'enregistrant en tant que narrateur pour les récents albums de Rhapsody Of Fire. Ce nouvel album intermédiaire s'intitule Battle Hymns MMXI, soit Battle Hymns 2011, en chiffres romains. La pochette reste celle d'origine, excepté l'aigle emblématique entièrement doré. Le 3 novembre Joey DeMaio annonce le retour de Donny Hamzik, l'ancien batteur avec lequel ils enregistrèrent le premier Battle Hymns.
Manowar sort régulièrement des coffrets DVD baptisés Hell on Earth, dans lesquels le groupe se retrouve lors de ses tournées mondiales, les rencontres avec les fans et, bien entendu, les concerts dans leur intégralité (HOE III, HOE IV et HOE V). Dans le 5e opus, sorti fin novembre 2006, on[Qui ?] retrouve le concert enregistré durant le Festival Earthshaker-Fest de 2005.

### Kings of Metal MMXIV(2014–2018)
Le 28 juillet 2013, Manowar annonce un réenregistrement de leur album sorti en 1988 Kings of Metal et sa sortie pour fin 2013. Brian Blessed s'occupe de l'écriture de la chanson The Warrior's Prayer. Comme pour le réenregistrement de Battle Hymns MMXI, cet album permet au groupe d'utiliser la technologie actuelle. Kings of Metal MMXIV est commercialisé en numérique via iTunes le 4 février 2014. Les exemplaires sont commercialisés le 28 février.
Manowar se lance dans une tournée mondiale pour la promotion de Kings of Metal MMXIV.
À la suite de son arrestation le 9 août 2018 à Charlotte (Caroline du Nord) pour possession de contenu pédo-pornographique, et à la révélation publique de cette affaire le 25 octobre 2018, Karl Logan est renvoyé de Manowar. Son prédécesseur, David Shankle, s'est dit intéressé de réintégrer le groupe, mais c'est finalement E.V. Martel qui est engagé

### The Final Battle Part.1et changements (depuis 2019)
Le 25 mars 2019, Manowar donne un concert à Brno, qui voit la première prestation d'Anders Johansson, ancien batteur du groupe suédois HammerFall, dans le groupe. Alors que leur prestation au Hellfest de Clisson le 21 juin 2019 était prévue depuis l'édition précédente et malgré leur présence sur le site la veille, le groupe et toute leur équipe décident de quitter le festival en raison d'un désaccord avec la production. Ils sont alors remplacés par Sabaton qui ont déjà effectué une prestation la veille, le 20 juin 2019 au Knotfest, Clisson, la veille du Hellfest sur le site de ce festival. Ils remplacent le groupe en dernière minute, et sont chaleureusement applaudis par le public malgré l'extinction de voix du chanteur Joakim Brodén et la plupart des chants interprétés par les autres membres du groupe.
Dave Chedrick remplace Anders Johansson avant la nouvelle tournée du groupe,. Michael Angelo Batio remplace E.V. Martel également avant la tournée  Crushing the Enemies of Metal,.

## Style musical

### Thèmes abordés
Les paroles du groupe traitent de sujets épiques, comprenant entre autres l’Iliade d’Homère (avec Achilles, Agony & Ecstasy), les thèmes de fantasy (dragons, âmes damnées…), ou encore les mythes bibliques. Manowar reprend également des morceaux de musique classique, comme Nessun Dorma de Puccini.
Manowar interprète le morceau Father en 16 langues différentes, dont le français (Mon père).

### Volume sonore
Manowar se veut être le groupe le plus bruyant au monde. Le Livre Guinness des records leur consacre un article pour le record de la plus forte performance musicale  mesurée à 129,5 db lors du concert de 1994, à Hanovre, en Allemagne. Le matériel lui permettant de jouer à des volumes très élevés tout en conservant un son propre et audible est mis au point et assemblé par le spécialiste ingénieur John « Dawk » Stillwell qui suit le groupe depuis sa formation. Il a toute la liberté nécessaire pour modifier n'importe quelle pièce de l'équipement du groupe.
Le record de 1994 est amélioré le mercredi 9 juillet 2008, à Bad Arolsen (toujours en Allemagne), durant la deuxième édition du Magic Circle Festival (à laquelle participe Doro notamment). Lors du soundcheck, un volume atteignant 139 db est mesuré sur la chanson Call to Arms, issue de l'album Warriors of the World. Autre record détenu par le groupe, celui du concert (de heavy metal) le plus long, le 5 juillet 2008, au Kaliakra Rock Festival : Manowar joue 40 morceaux devant plus de 20 000 spectateurs, pendant 5 h 10 min, parcourant ainsi la discographie du groupe.

## Membres

### Membres actuels
- Eric Adams – chant, chœurs (depuis 1980), guitare (depuis 1980)
- Joey DeMaio – basse, guitare, claviers, guitare classique (depuis 1980)
- Dave Chedrick - batterie (depuis 2023)
- Michael Angelo Batio – guitare (depuis 2023)

### Anciens membres
- Carl Canedy – batterie, percussions (1980)
- Ross « The Boss » Friedman – guitare (1980–1988)
- Scott Columbus – batterie, percussions (1983–1991, 1995–2008) (décédé en 2011)
- David Shankle – guitare (1989–1994)
- Karl Logan – guitare, claviers, guitare classique (1994-2018)
- Kenny Earl « Rhino » Edwards – batterie, percussions (1992–1995, 2008)
- Donny Hamzik – batterie, percussions (1981–1982, 2009-2017)
- Marcus Castellani - Batterie (2017-2019)
- Anders Johansson - batterie (2019-2023)
- E.V. Martel – guitare (depuis 2019-2023)

## Discographie

### Albums studio
- 1982 : Battle Hymns
- 1983 : Into Glory Ride
- 1984 : Hail to England
- 1984 : Sign of the Hammer
- 1987 : Fighting the World
- 1988 : Kings of Metal
- 1992 : The Triumph of Steel
- 1996 : Louder than Hell
- 2002 : Warriors of the World
- 2007 : Gods of War
- 2012 : The Lord of Steel
- 2019 : The Final Battle Part.1

### Albums réenregistrés
- Battle Hymns (sorti en 2011)
- Kings of Metal (sorti en 2014)
- Into Glory Ride (sorti en 2019)
- Hail To England (sorti en 2019)

### Albums live
- 1997 : Hell on Wheels
- 1999 : Hell on Stage
- 2007 : Gods of War Live
- 2013 : The Lord of Steel Live

### EP
- 2009 : Thunder in the Sky

### Compilation
- 1994 : The Hell of Steel